# Hippocampus spinosissimus
Hippocampus spinosissimus is een  straalvinnige vissensoort uit de familie van zeenaalden en zeepaardjes (Syngnathidae). De wetenschappelijke naam van de soort is voor het eerst geldig gepubliceerd in 1913 door Weber.
De soort staat op de Rode Lijst van de IUCN als Kwetsbaar, beoordelingsjaar 2017. De omvang van de populatie is volgens de IUCN dalend.